# Ольшанский, Василий Павлович
Ольшанский Василий Павлович (род. 3 июля 1944 — 9 ноября 2021) — украинский учёный в области прикладной механики, известный педагог.

## Биография
Василий Павлович родился 3 июля в с. Голинка, Роменского района, Сумской области.
В 1961 году закончил с золотой медалью среднюю школу в Лохвицком районе Полтавской области.
В 1967 году с отличием закончил инженерно-физический факультет Харьковского политехнического института.
С 1967 по 1971 год учился в аспирантуре Харьковского политехнического института.
В 1971 защитил кандидатскую диссертацию.
С 1971 по 1975 год работал научным сотрудником в Филиале Института механики УССР; 1975 год — старший научный сотрудник.
С 1975 по 1977 год работал старшим преподавателем кафедры колесных и гусеничных машин Харьковского политехнического института; 1977 год — старший преподаватель кафедры высшей математики.
В 1979 году работал доцентом кафедры прикладной и строительной механики Запорожского индустриального института.
В 1980 году работал старшим преподавателем кафедры высшей математики Харьковского политехнического института; 1984 год — доцент кафедры, 1992 год — профессор кафедры.
В 1990 году учился в Казанском университете, специальность: «Динамика твердого деформируемого тела»; получил степень доктора физико-математических наук.
В 1992 году получил аттестат профессора по кафедре высшей математики.
С 1992 по 2004 год возглавлял кафедру фундаментальных дисциплин и прикладной механики в Академии гражданской защиты Украины.
С 2005 по 2021 год работал на должности профессора кафедры теоретической механики и деталей машин Харьковского национального технического университета сельского хозяйства им. П.Василенко.
В 2013 году Василий Павлович был избран академиком Академии наук высшего образования Украины.
Умер 9 ноября 2021 года, был похоронен в Харькове.

## Научные труды
Василий Павлович автор более 650 научных работ. Среди которых 10 учебников с грифами министерств, 21 монография. Среди основных работ:
- Аналитические методы расчета локально нагруженных тонких оболочек. — Х.: ХНТУСГ, НТУ «ХПИ», 2009. — 366 с.
- Колебания стержней и пластин при механическом ударе. — Х.: Міськдрук(укр), 2012. — 320 с.
- Колебания зерновых потоков на виброрешетах. — Х.: Міськдрук(укр), 2012. — 268 с.
- Метод ВБК в расчётах нестационарных колебаний осцилляторов. — Х.: Міськдрук(укр), 2014. — 264 с.

## Общественная деятельность
Член специализированных ученых советов по защите диссертаций. Член редколлегии журналов.